# Bad Münstereifel

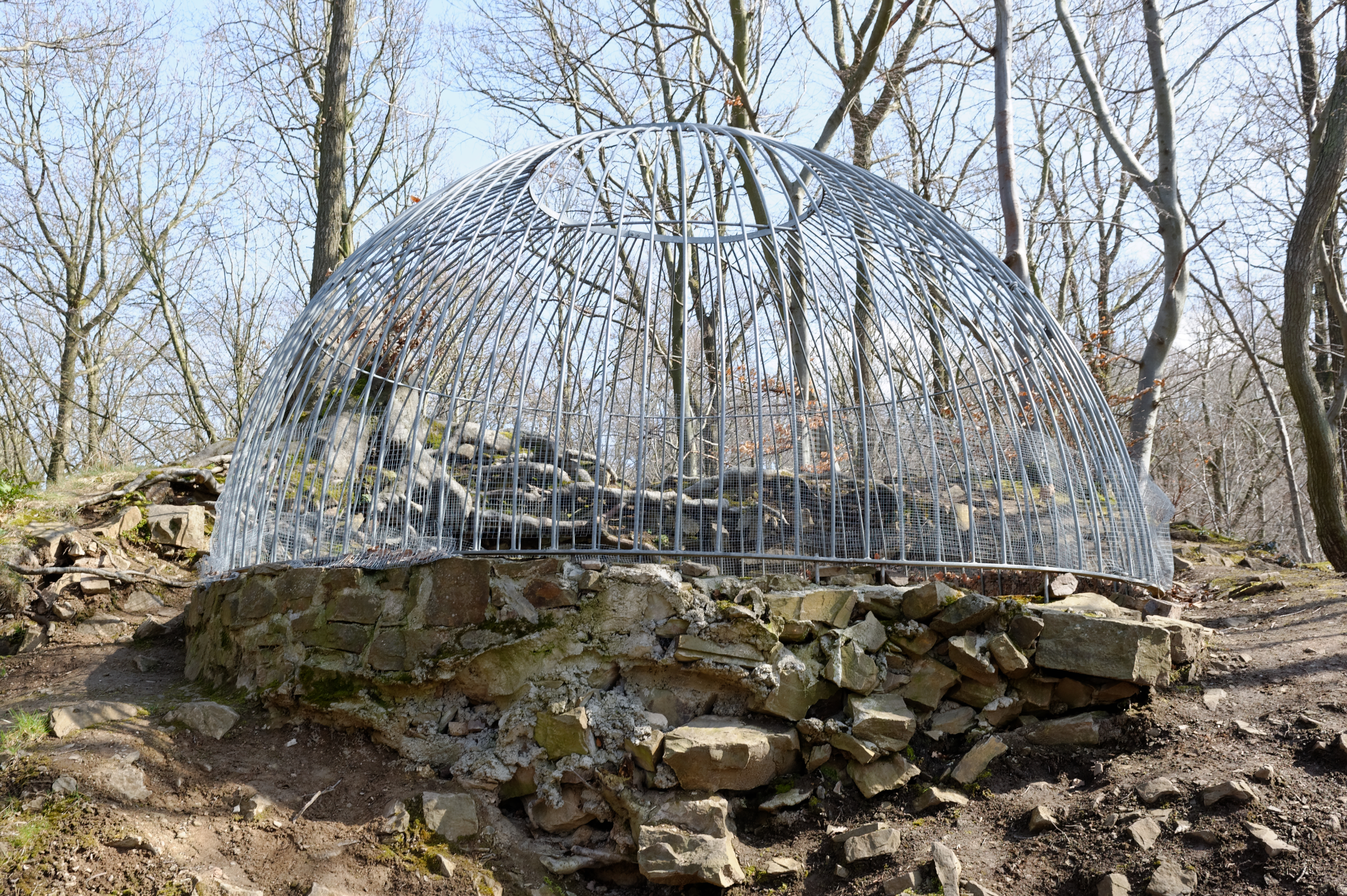

Bad Münstereifel è una storica città termale di 17 152 abitanti nel distretto di Euskirchen situata nell'estremo sud-est dello stato tedesco della Renania Settentrionale-Vestfalia, in Germania. La piccola città è una delle poche città storiche nel sud-est del Nord Reno-Westfalia, e per questo motivo è spesso sovraffollata di turisti durante la primavera e l'estate. Appartiene al distretto governativo (Regierungsbezirk) di Colonia ed è capoluogo del circondario (Kreis) omonimo (targa EU).
L'abitante più noto del paese è il popolare cantante Heino.